# Akaflieg Darmstadt D 18
Die Akaflieg Darmstadt D 18 war ein einmotoriges Sportflugzeug, das in den 1920er Jahren von der Akademischen Fliegergruppe der Technischen Hochschule Darmstadt entwickelt und gebaut wurde.

## Entwicklung

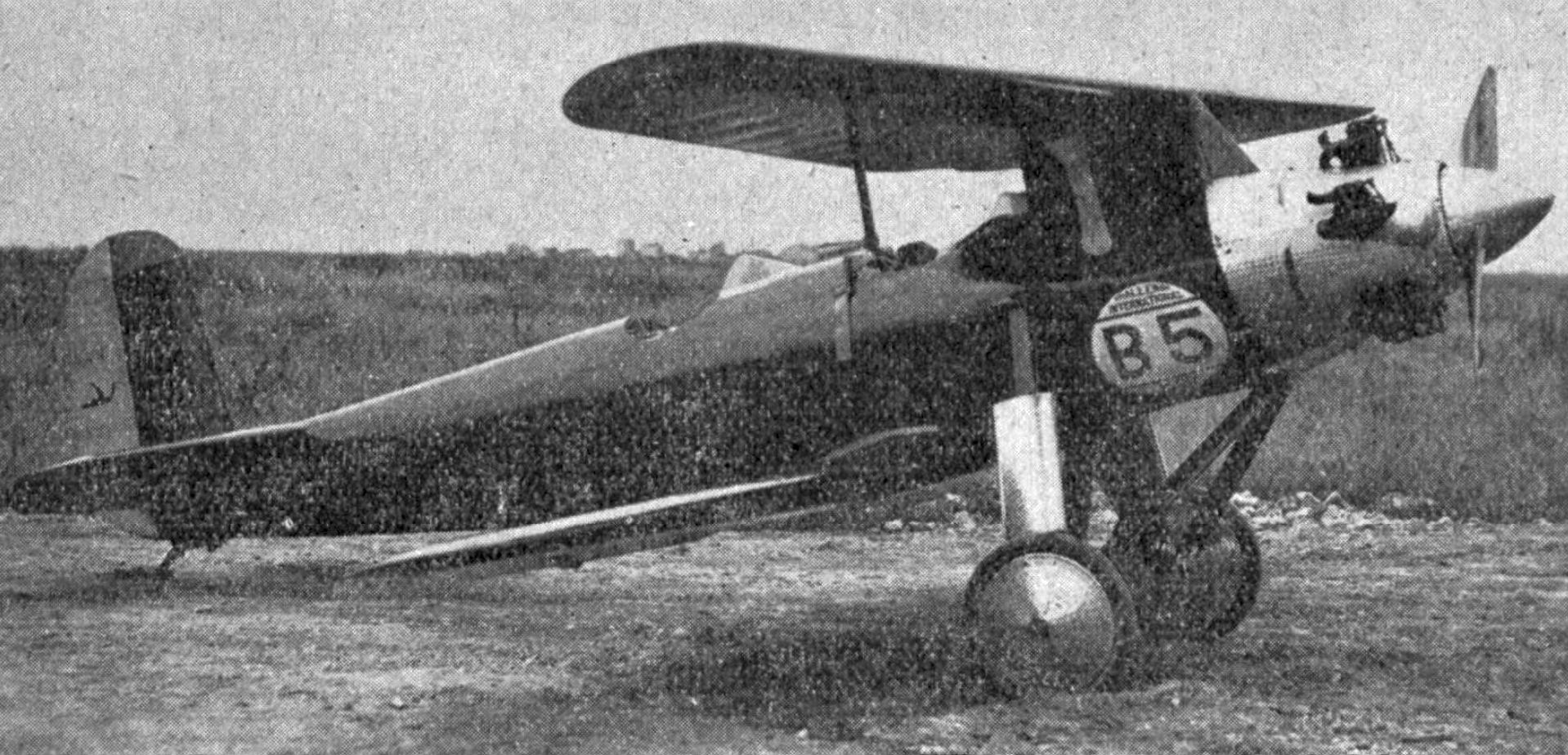
Die D 18 noch mit offenen Kabinen (1929)

Die D 18 basiert auf dem Vorgängermodell D 16 aus dem Jahr 1927, wurde aber aufgrund des verfügbaren stärkeren 44-kW-Motors Armstrong Siddeley Genet grundlegend überarbeitet. Sie wurde von Friedrich Fecher und Friedrich Ritz als freitragender Doppeldecker mit extremer Staffelung konzipiert. Die Hinterkante des Oberflügels befand sich dabei in etwa gleicher Höhe wie die Vorderkante des Unterflügels. Die zweiköpfige Besatzung saß hintereinander in einer offenen Kabine. Das Flugzeug wurde 1929 fertiggestellt, gerade rechtzeitig, um zur Teilnahme am erstmals stattfindenden Europarundflug gemeldet zu werden, und im Januar als D–1561 zugelassen. Das Treffen begann für das Muster vielversprechend. Im Verbrauchswettbewerb erzielte der Pilot Johannes Nehring auf einer 324,2-km-Strecke bei einer Durchschnittsgeschwindigkeit von 156,7 km/h einen Kraftstoffverbrauch von 27,95 kg und konnte damit im Endergebnis des technischen Wettbewerbs den ersten Platz belegen. Im anschließenden Geschwindigkeitsrennen allerdings musste Nehring auf der Strecke von Warschau nach Posen notlanden und beschädigte dabei das Flugzeug so sehr, dass es für den Rest des Rundflugs ausschied.
Die D 18 wurde anschließend wieder aufgebaut und mit einem stärkeren Genet-Major-Triebwerk mit 81 kW versehen. Solchermaßen ausgerüstet konnte sie in ihrer Klasse drei Weltrekorde erfliegen, darunter einen Höhenrekord von 7521 m am 21. April 1930 und im Mai darauf einen von 8142 m. Auch wurde sie wieder für den Europarundflug von 1930 vorgesehen, wofür sie eine geschlossene Kabinenhaube erhielt. Die Teilnahme wurde indessen sehr durch die Störanfälligkeit des Antriebs beeinträchtigt. Schließlich setzte der Motor während des Luftrennens auf einer Strecke über dem Mittelmeer aus.  Der Pilot Rudolf Neininger musste auf dem Wasser niedergehen, konnte aber gerettet werden, das Flugzeug aber wurde noch im gleichen Monat aus dem Register gelöscht und verschrottet. Die D 18 diente als Vorlage für die beiden Weiterentwicklungen D 22 und D 29.

## Technische Daten

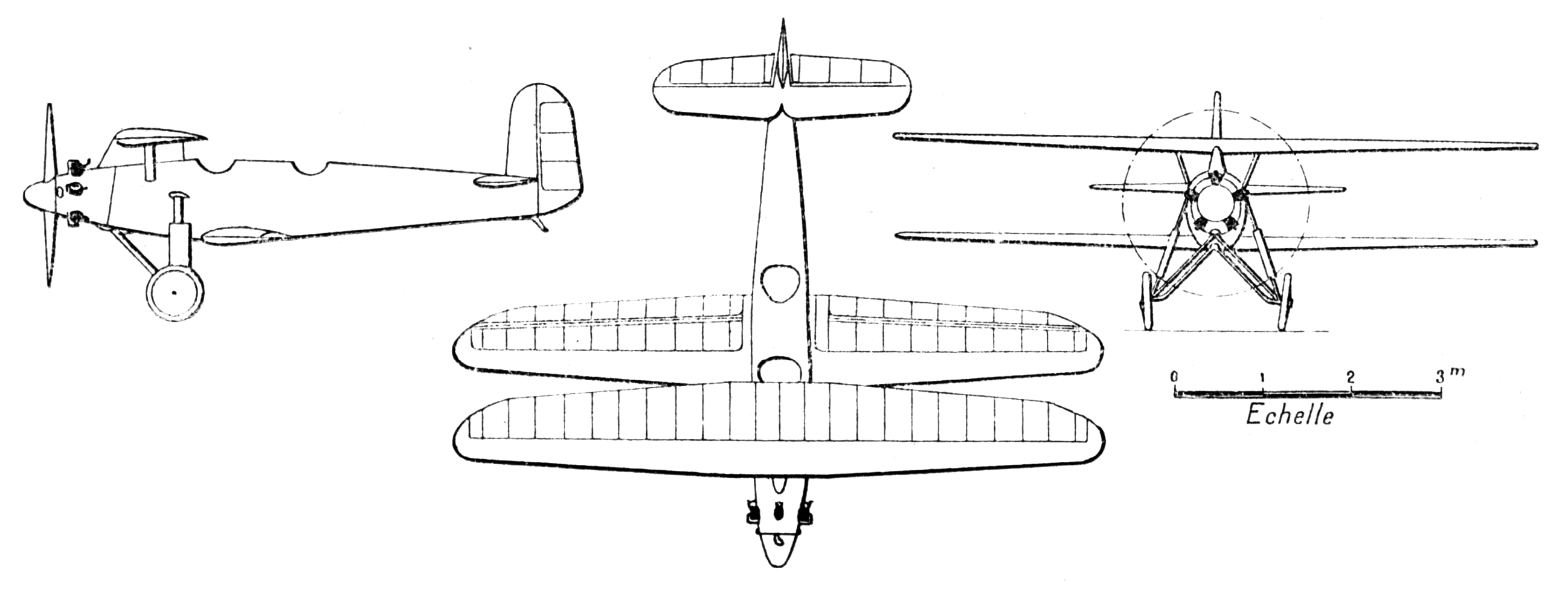
Dreiseitenriss der D 18 mit offenen Kabinen

| Kenngröße             | Daten                                     |
| --------------------- | ----------------------------------------- |
| Besatzung             | 1–2                                       |
| Länge                 | 6,14 m                                    |
| Spannweite            | 7,20 m                                    |
| Höhe                  | k. A.                                     |
| Flügelfläche          | 21,1 m²                                   |
| Rüstmasse             | 374 kg                                    |
| Startmasse            | 650 kg                                    |
| Antrieb               | ein luftgekühlter Fünfzylinder-Sternmotor |
| Typ                   | Armstrong Siddeley Genet Major            |
| Leistung              | 81 kW (110 PS)                            |
| Höchstgeschwindigkeit | 196 km/h                                  |